# Rodrigo Moreira (director de concursos de belleza)
Rodrigo Moreira (Milagro, Guayas, 19 de junio de 1983) es un modelo, presentador, productor, organizador y director de concursos de belleza ecuatoriano.

## Biografía

### Primeros años
Rodrigo Moreira nació el 19 de junio de 1983, hijo primogénito de César Moreira, abogado y Sara Caicedo, educadora. Estudió la primaria en la Escuela Simón Bolívar y culminó su bachillerato en el Colegio Dr. José María Velasco Ibarra en Milagro. Posteriormente estudió Comunicación Social en la Universidad Estatal de Milagro e incursionó como reportero en varios medios de comunicación.

### Carrera
Inició su carrera a los cinco años de edad tras incursionar en su primera  obra de teatro.
A los dieciséis se graduó como Modelo en la Academia CN Modelos de Cecilia Niemes. A sus 28 años contó con  dos escuelas;  la  una ubicada en Milagro, y la otra en Guayaquil.
A lo largo de su carrera en el mundo del modelaje ha sido parte de grandes eventos a nivel nacional e internacional como Expobelleza, Ecuador Fashion Week, Salinas Fashion Weekend e importantes marcas como Moché Jeans, Haberdasher Jeans y reconocidos diseñadores ecuatorianos.
En la televisión ecuatoriana destacó por ser uno de los finalistas del casting del reality Quiero ser Supermodelo de  TC Televisión, entre más de 5000 postulantes de todo el país.
Por su 'expertise' en el campo ha colaborado en especiales de belleza de diario El Universo y ha brindado asesoría de imagen a varias reinas de belleza a nivel nacional e internacional.
Así mismo, como Director de concursos de belleza ha sido responsable de preparar y enviar representantes de Ecuador a competencias internacionales, su delegada más exitosa hasta el momento es Daniela Cepeda, quien representó a Ecuador en Miss Teen Earth, título obtenido en Ciudad de Panamá, Panamá, la misma que posteriormente ganó el Miss Ecuador, convirtiéndose en la representante ecuatoriana en la 66.ª edición del certamen Miss Universo; celebrado en el Planet Hollywood Resort & Casino, Las Vegas, Nevada, Estados Unidos.

### Participación en concursos de belleza
Representó a Ecuador en Mr. Continentes del Mundo 2006.

### Mr. América Latina Internacional
- Rodrigo Moreira compitió en el concurso Mr. América Latina 2009 en Lima, Perú.[29][30][31][32]
  - Obtuvo el título de Mr. Fotogénico, uno de los premios especiales del evento.
  - Ganó el título de Mr. América Latina Internacional entre 16 participantes.

### Labor filantrópica
Empezó su labor filantrópica tras ganar un concurso internacional, promoviendo un programa de ayuda a niños y familias en condiciones de vulnerabilidad con el apoyo del Voluntariado Independiente de Desarrollo y Acción Social, en Milagro, Provincia del Guayas.
Ha liderado varios proyectos sociales como presidente de la organización Miss Teen Ecuador, en el que ha desarrollado programas de ayuda a través de la recolección de botellas de PediaSure y Ensure para pacientes afectados por el cáncer, que reciben tratamiento en SOLCA.

### Activismo medioambiental
En calidad de director de Miss Teen Earth ha liderado programas a favor del medio ambiente en el Bosque Protector Cerro Blanco, propiedad de Holcim Ecuador con el aval de la Fundación Pro-Bosque y en el ámbito internacional, giras y programas de reforestación en Parque Municipal Summit y Parque Natural Metropolitano con el aval de la Alcaldía de Panamá y el Ministerio de Ambiente de Panamá.